# Oliver Lodge

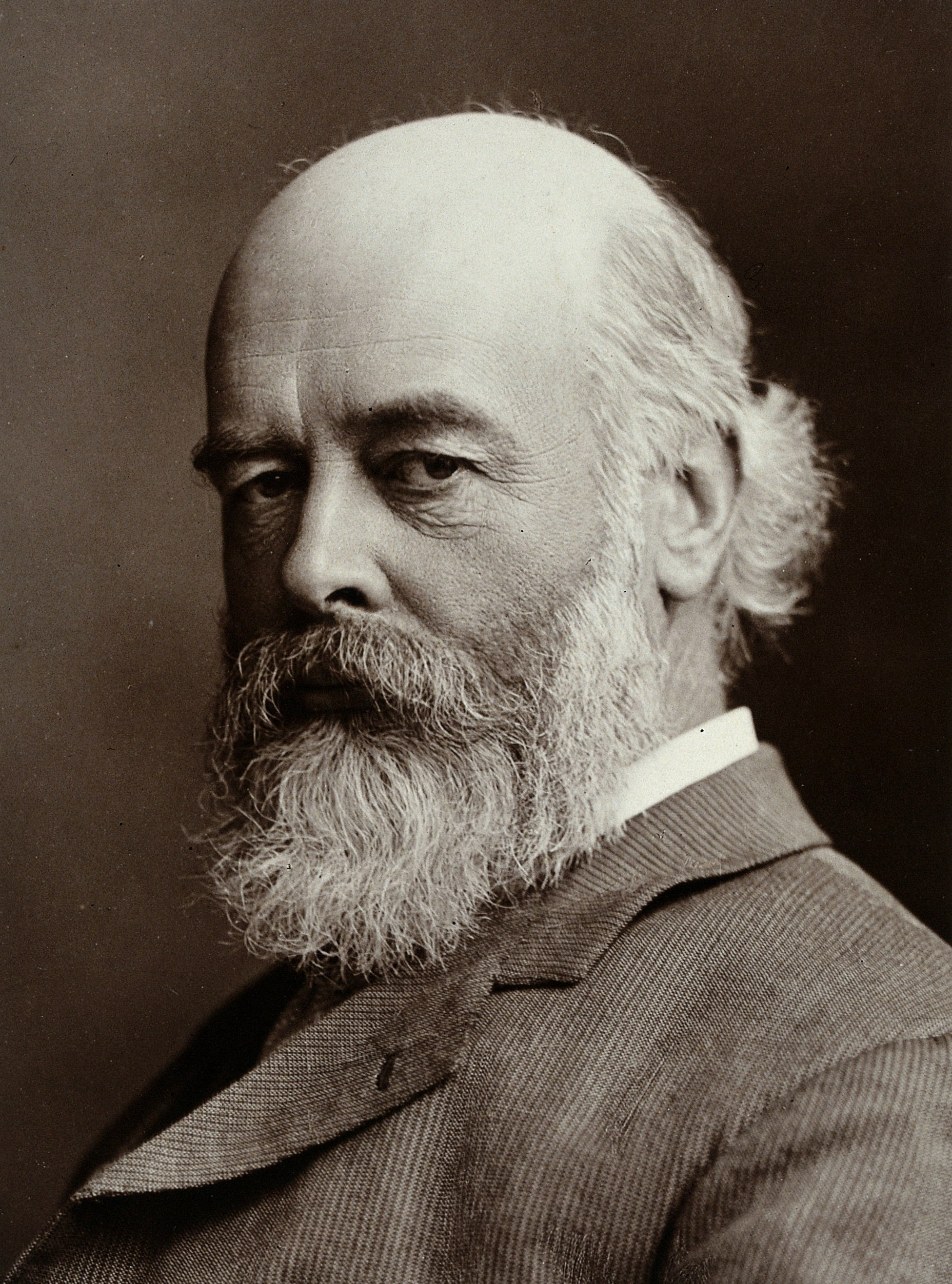
Oliver Lodge

Sir Oliver Joseph Lodge (* 12. Juni 1851 in Penkhull bei Stoke-on-Trent; † 22. August 1940 in Salisbury, Wiltshire) war ein englischer Physiker.
Seine größten Leistungen liegen in der praktischen Anwendung der Physik – er war ein Pionier der Funktelegrafie und konstruierte Zündkerzen, Vakuumröhren und Lautsprecher.
Basierend auf  James C. Maxwells theoretischen Arbeiten entdeckte er die elektromagnetische Strahlung unabhängig von und früher als Heinrich Hertz und führte 1894 bei der Royal Institution of Great Britain einen "coherer" genannten speziellen Detektor dafür vor.
1887 wurde er Mitglied (Fellow) der Royal Society, deren Rumford-Medaille er 1898 erhielt. Von 1901 bis 1903 und 1932 war Oliver Lodge Präsident der Society for Psychical Research.

## Schriften
- Pioneers of Science. 1893
- The Work of Hertz and Some of His Successors. 1894
- Electric Theory of Matter. In: Harper’s Magazine. 1904
- Life and Matter. 1905
- The Ether of Space. 1909
  - Der Weltäther. Vieweg+Teubner Verlag, Wiesbaden 1911
- The Survival of Man. 1909
  - Das Fortleben des Menschen. Eine wissenschaftliche Studie über die okkulten Fähigkeiten des Menschen. F. E. Baumann, Bad Schmiedeberg/Leipzig 1921